# 打耳祭
射耳祭（為「射耳」之意），有學者稱鹿耳祭，早期舊譯打耳祭，是台灣原住民布農族的傳統祭儀之一，是該族每年最盛大的狩獵與尚武祭典:141。約在每年的四、五月間，依所住海拔高低的不同而有調整，小米田除草完成後的農閒時，由祭司祈福，狩獵團出獵一兩個星期，獵得動物返回後，由頭目召集本部落所有男性族人到祭場舉行祭儀，女性與外人則不能進入祭場。祭儀的過程會經過獵前槍祭、火祭燻槍、射耳儀式、分肉與祭骨儀式等幾個流程，隨後的頌功酒宴，女性與外人也一起歡聚飲酒同樂。從祭典當中，可見到布農族熱情好客與樂於分享的豪邁個性，亦可展現布農族的傳統服飾與音樂特色。

## 沿革
射耳祭是布農族的傳統祭儀之一，各社群布農語有、:278（郡社群以外）、（巒社群）、:4（郡社群）等稱法，布農語（郡社群以外）、（郡社群）意為「射」，（郡社群以外）、（巒社群）、（郡社群）意為「耳」，祭典中使用的獸耳為鹿耳或羌耳，不可為豬耳、羊耳（布農傳說認為豬的前世與人有親緣、羊為石頭的化身，不屬野獸），:6故又稱鹿耳祭，是布農族人一年之中最盛大的祭典活動。
這個節慶並不屬於歲時祭儀的活動，並非由兩個太陽、祭月傳說（buan minhamisan）所發展而來的農事祭典。:101
傳統上射耳祭是同一氏族家族以小分散的聚居形式所舉辦，日治初期並不太干涉傳統祭儀活動，到了末期（皇民化），尤其日本發動太平洋戰爭以後，開始積極的阻止，當時日本急需戰備物資，全國都處於積極戰備狀態，加上理蕃已有一定成果，認為進行太多祭儀是浪費時間和有礙農作，故一改過去的默許而反對各項祭儀的進行。而在部落被集團移住、遷徙，不同社群氏族家族被混居，與新住地文化的連結薄弱，傳統祭儀活動，由於生活方式與環境改變，而逐漸失去與原來生活關係的意義，日治末期受高壓管制，幾乎陷入停滯。戰後初期，似乎有復甦現象，但隨後國民政府進行「山地生活之改進」等一系列「山地平地化」政策下而被沒落。到1950年代以後，除政策的反推動，復因基督教之普及而加速消失。此時幾乎沒有、或為數極少的部落氏族家族仍在舉行射耳祭。1980年代，原住民意識之逐步抬頭及重視傳統文化，開始有「村落」復行舉辦射耳祭，初期這些村落舉辦的祭典還算是「滿傳統的」，之後繼續逐一展開以「鄉」、「全省」、「全國」為單位舉辦射耳祭，其活動多有現代政治的干預，官方辦理的射耳祭，為擴大活動規模及凝聚更多族人參與，以及吸引外地遊客之前來「觀光」與消費在地特產、美食及手工藝品，在辦理的宗旨及立場上，可以說幾乎已完全脫離了傳統的意義與精神，甚至將時序不相關的不同祭典混合在一起舉辦。:6-10
海端鄉各部落的射耳祭，也選在4–5月舉行，為考慮在外遊子也可以返家共同參與這個年度盛事，日期大多會訂在假日舉行。

## 祭場
射耳祭傳統上是部落中同一個氏族（siduh）家族舉行，通常由氏族中最有靈力（mamangan）的氏族長老來擔任司祭（tanghapu lus'an），通常部落裡也會有該氏族家族固定的祭場（lulus'anan）來進行。在過去，此祭場通常是在（頭骨架/獸骨架）處附近，或當年狩獵／獵首所得最多者、或固定在氏族長老的家屋內。通常會在一棵大樹下以石板整齊堆置，（野獸下巴骨）有的會以繩子吊掛排列。:4
部落移住到低海拔後，射耳祭的祭場通常選擇人跡較少、有雀榕的隱密處，選擇雀榕係因為其生命力強、耐箭射。除了射耳祭的時間之外，平日族人會視此處為禁忌之地，尤其女性完全不可進入祭場這個區域。

## 流程
射耳祭的舉行時間依所居住地的海拔調整沒有一定，各社群氏族的方式亦略有差異，族人多選在每年四、五月間小米成長、除草祭後（manatu）而農事告一段落時舉行:2，此際正好山林間當年的新生幼獸也結束哺乳階段，故選在此時進行較大規模的狩獵，亦較能顧及生態的平衡。:4
首先會由族人組成狩獵隊，獵隊的隊長在出發前到祭司家中過夜，確定夢為吉兆後，舉行稱為的祭槍儀式。許多文獻在出獵前並無特別祭槍儀式，而是出獵完回部落後，在祭當天凌晨的火祭中祭槍。祭槍限本氏族家族成年男性參加，過程是眾人蹲成一圈，槍則放在中央地上，由祭司手持茅草唱祭歌。有的部落則是將獵槍、裝獸肉的麻袋、山刀和獵犬都帶到門前放置獸肉的肉架下，祭司唸咒持瓢，將小米酒的酒渣灑向獵具與獵犬:67-68。
槍祭過後，狩獵隊會出發上山，途中若碰到名叫的鳥自左向右飛而且不鳴叫，就是吉兆；反之則凶:67。若鳥占為吉，會進行一兩個星期左右依傳統形式用獵犬追捕獵物的狩獵（或），而留在家中的婦女，則依約定下山的前一週，開始釀製小米酒（kadavus），而有月事或懷孕的婦女不能參加釀酒工作；祭儀的前一天下午，或當天凌晨以前，狩獵隊要回到部落，約定下山的當天，家中的婦女們攜帶釀好的小米酒前往山徑上迎接，通常會行走半天的路程與丈夫會合，請丈夫享用新釀的小米酒，丈夫則將獵得的動物內臟回請夫人享用，一起邊走邊吃喝，來迎接的婦女們也幫忙分擔背負獵物，丈夫喝到微醺，沿路夫呼婦和著回到部落；:102-103狩獵隊獵得山豬、山鹿等大型獵物，則將下顎骨保留下來稱為，象徵獵物神，在祭典前會同祭司把掛在祭場獸骨架的大樹上:67。另外鹿與山羌的獸耳則會割下來，用一端被劈開的竹棍或木棍夾住，插在地上:74。
在祭典之前，部落中未出獵的男性，要負責收集以布農傳統的重要造林樹種赤楊（qainunan）為材的柴火，以在「火祭」中使用。:104:46
許多文獻中的祭槍儀式，是在出獵完回部落後，祭儀當天凌晨的火祭中進行。
獵人的槍支平日就有許多禁忌，如女性不能碰觸獵槍獵具、人不能跨越獵槍獵具，祭槍儀式更只限本氏族家族的成年男性方能參加，女性、小孩、外人有不得參與、觀看、甚至經過祭場的禁忌，所以祭槍一般安排在女性、小孩多半還在睡覺的凌晨進行，也謝絕訪客來訪。
／（起薪火）：祭典當天凌晨，成年男子們將獵槍置於自家屋簷下，此時開始其他人即有不可經過部落的禁忌；待雞啼叫的時候，將獵槍集中到祭場上，司祭長老即點燃祭場上預先備好的赤楊柴火（也有資料描述柴火多用羅氏鹽膚木、桃樹、李子樹、及長葉木薑子），點火前部落裡所有燃著的火皆須熄滅，起火後始分火重新點燃，以認定彼此是同源氏族家族，日後當更加相互關照與扶持；在祭場中火苗燃起藍色火焰時（pulut pulu），將剛長成的公雞（minhalavang）過火；待火愈來愈旺時，長老及巫師念起咒語，將一大塊獵肉過火；隨後狩獵的武器如山刀、獵槍也過火；火祭過程中主祭者期許族人如赤楊一樣又直又高、快快長大，並教導子孫應該像赤楊一樣正直、對部落有貢獻。
（男子分食以薪火烤過的山肉）：司祭準備將剛才過火儀式中行祭過的一大塊獵肉，分給祭典中的成年男子，先將（玉米粒）每個人一粒分給祭場中的每一位男子，然後再收回，收回的玉米粒顆數即是分肉的數量，所切的肉塊大小務求慎重與公平，所切的肉塊數量避免多出，更不能短少，否則會招來極大厄運。男人分到的祭肉掉下來時不能吃，需還給司祭；吃不完的祭肉也不能讓女人、小孩吃。
（祭槍）：將每個人的狩獵工具置放於男人圓蹲著的場地中央，由司祭者領唱祭槍歌（pislahi），大致上是點名各大動物，如鹿、山羌、山豬、山羊等都能進到槍口裡，希望日後狩獵，鹿、山羌、山豬、山羊等獵物都能被射中，具有布農咒語裡族語稱之（召喚）的意義。
（祭骨）：祭槍完畢後，大家前往放置野獸下巴骨的獸骨棚架，只有祭師及今年獵物（出草）最多的人才能進去，向被獵殺的動物骨頭（被出草的人頭骨）進行點酒祭儀，由祭司唸禱詞，從釀小米酒留下來的酒渣朝骨棚架丟擲，以示請喝「祭酒」，以表虔誠的敬意，保佑下次（出草）或狩獵時能有好成績，其他的人則在外等候。
（射耳）：以上祭祀完畢，當天清早，將獵物都集中在廣場上，全部落的男性與男孩，到射耳場上集合，由部落長老揉吹十二歲以下男孩的雙耳，祈求保佑其健康、快快成人:67-68。這時射靶已裝置妥當，上排掛兩隻鹿耳，中排掛兩隻獐耳，下排擺山羊耳、山豬耳各一隻。長老們宣佈開始開始進行射耳，由村中的長老先射。（父輩帶小孩輪流射耳）：隨後由年齡最小的男孩持弓箭，由家族中最善獵者、父親或舅舅協助，在獸耳的1.5公尺外進行射擊，每個男孩依幼長序輪流射一次，必須射中鹿耳，否則會被視為不祥。（男子輪流射鹿耳）：男孩們都射完之後，就由成年男子上場，射箭距離約五十公尺左右，大人射耳的過程不必按順序，也不一定要射中目標:74，打不中獸耳的會被取笑。
在射耳祭前半段的嚴肅與神秘性儀式中，婦女是被禁止靠近或觸摸獵具，她們只能在一旁觀看，多在場外忙其他的事情或照顧幼小孩子。
射耳活動儀式結束後，活動就完全開放，婦女與外人也可以一起同樂:84。由長老將獸肉分給男孩們食用，其他的族人則在旁將烤肉，分給在場包括婦女與訪客的所有人。:67-68婦女們將新釀的小米酒搬進廣場，此後就是大家開始飲酒共享、唱歌，由族人唱起八部合音、跳慶賀豐收的舞蹈、舉行誇功宴（Malastapang）。（誇功宴），是敘述自己過去的戰績，過去只有（出草過）的男子才有資格暢喊，戰功內容會唸出其母方氏族（tainkasia）的名號外，所報的「功」在過去即是其出草的戰績，但後來多以報大型獵獲物的戰績。
傳統的當天會後重要的儀式，還有請司祭對小孩吹耳朵（ma'iup tangia），以祛邪或祛趕身體上的疾病惡靈。有些男子則繼續練習射耳，有的還有栗田拔邪祭，玩竹槍、象徵小米快快成長的盪鞦韆、玩陀螺、進行鞭鑼（類似打陀螺）來祈求小米的豐收等場邊活動:67-68。玩竹槍是希望栗穀也能像用果子或植物所做成的子彈那樣，從竹製玩具槍裡，一顆又一顆的彈出來一般，長的多且快；也有一種說法是要嚇走到時會偷吃小米粒的小鳥。而鞦韆越盪越高，則是希望此時成長中的小米能如鞦韆盪的高一般，快快的伸高伸長。
待吃完獵肉，便向火堆及懸掛的獸骨進行撒祭儀式。最後，完成去除霉運的儀式後，整個射耳祭便結束了。
（習巫）：射耳祭結束後的當晚及其後的數個夜晚，是（巫師）及學徒們及學習巫術的重要時刻，由於布農巫術已失傳，此活動已不再進行。

## 意義
豬（布農族語為）因為形體大於山豬、山羊等野獸，被布農族獵人視為最想獵得的獵物。狩到獵物的族人，甚至會被視為英雄。所以，射鹿耳就成為射耳祭的象徵基礎:69。
射耳祭具有團結精神的教育意義。對外來說，象徵著射獵敵首；對內來說，則象徵團結友愛。除了宗教之外，還有社會、教育、經濟和政治方面的功能:231。

## 音樂
在獵前槍祭中，祭司會領唱稱為或（意為：「去打獵」）的歌曲，歌詞內容以祈求豐收為主，有些還會強調槍枝在儀式後，會帶有特殊法力，讓行獵順利。形式上採四音節的句型排列，並以無義的虛詞母音ka、la結尾。唱法是祭司唱一句，眾人便以泛音和聲重覆一句:67-69。
射耳儀式中則無吟唱，為小米豐收歌，用以取悅天神。眾人以逆時鐘方向緩緩移動，發出「u」或「e」的聲音相和:75-76。唱的方式是分為三個集團，祭司由最低音開始，徐徐地以近乎半音的音程，將音高向上拉。其他人則分為三個聲部應和，一直調整到最佳的共鳴與和階狀態；當領唱者到達最高音時，合唱便終止:65-66:105。
分肉與祭骨時則會唱捷祝歌（Masitotto）和首祭之歌（Tosaus），前者用意是招來被獵殺的動物或人的靈  （hanido），協助他們打獵順利；後者則是吟唱戰場上令人心驚的回憶，對獵得敵人之首感到驕傲、同時也撫慰敵人的亡魂:81-82。
宴會時吟唱的音樂則有（頌功宴）、（酒宴）及（成巫式）三首。
- ：每句四音節，領唱者吟誦一句、眾人複誦一句。歌詞的內容是報上個人的戰功，通常是參與狩獵行動的男子圍在內圈，由領隊先報告功績，而後盛酒交給另一名勇士，該勇士將酒喝下後再報出功績，以序類推。在報功的同時，女人們則在外圈吶喊助威。
- ：在酒宴時，由長者反覆以「hai、ya」兩個音領唱，眾人以「he、hi」兩個虛詞母音應和，並以Do、Mi、Sol、Do的旋律反覆齊吟，邊喝酒邊唱。
- ：也是一答一應的唱法，由巫師領唱，即將晉級為正式巫師的準巫師們覆頌，用途為進行法力的傳遞以及賜福[10]:85-92。

## 服飾
布農族的服飾，男性有狩獵時著的皮裝，以及平日穿著的麻衣；女性服飾也以苧麻為原料。而不論男女，盛服、常服之間的並無明顯的分別，僅有在祭典時會在頸飾或頭飾上做較多裝飾:24-25。近代由於布農族人已甚少在日常生活中穿著傳統服裝，射耳祭也成為少數展現的場合，而各地的布農族在此祭典上穿著的服飾也略有不同:30.33。
在南投縣的仁愛、信義二鄉，為布農族原始住地，服飾最具傳統性，服飾分述如下。
- 男子服飾：上身著胸衣；外罩無袖或有袖的外敞衣，背布織上色彩鮮豔、變化繁複的百步蛇紋；胸袋以紅、橙、黃或紫色的棉線挑織；下半身著遮陰布，內著裡褲、腰間佩帶彎刀。
- 女子服飾：上身若黑色右襟長袖長上衣，領子為圓領或立領，胸前戴有項鍊；下身為滾邊貼縫的一片裙，小腿綁有護腿布[16]:30-31。

高雄市、台東縣與花蓮縣部分的布農族，男子服飾則受到排灣族和魯凱族的影響，上身為黑色對襟圓領長袖短上衣，稱為；下身為黑色縐摺短裙，在左側腰間綁上紅棉布。在祭典這類正式場合，會pito之外披上布農族的無袖外敞衣habang，呈現混雜式的穿法，被當地人稱為「布農族的衣服」:31-32。

## 外部連結
- 羅娜村布農族射耳祭報戰功（malastapang） （页面存档备份，存于），呂炳川錄製，臺灣音樂館典藏
- 卓清布農族報戰功歌（malastapang） （页面存档备份，存于），呂炳川錄製，臺灣音樂館典藏
- 明德部落布農族報戰功（malastapang） （页面存档备份，存于），呂炳川錄製，臺灣音樂館典藏
- 桃源里四社成巫式之歌 （页面存档备份，存于），吳榮順於1997年錄製，臺灣音樂館典藏